# Orthogonius huananoides
Orthogonius huananoides – gatunek chrząszcza z rodziny biegaczowatych i podrodziny Orthogoniinae.

## Taksonomia
Gatunek ten opisali w 2006 roku Ming-yi Tian oraz Thierry Deuve.

## Opis
Języczek o dwu szczecinkach na wierzchołku. Palpiger z bez szczecinek u podstawy. Parzyste międzyrzędy pokryw wyraźnie, grubo punktowane, ponad dwukrotnie szersze niż nieparzyste. Trzeci międzyrząd z pojedynczą uszczecinionymi porami. Biodra odnóży środkowych oszczecinione. Środkowy płat edeagusa mniej lub bardziej podgięty w profilu, niesymetrycznie zwężony na przedwierzchołku. Wierzchołkowa blaszka edeagusa dłuższa niż szeroka. Środkowy płat edeagusa silniej łukowaty brzusznie a blaszka wierzchołkowa węższa niż u Orthogonius pangi.

## Występowanie
Gatunek ten występuje w Tajlandii.